# Rondeletia cristalensis
Rondeletia cristalensis är en måreväxtart som beskrevs av Ignatz Urban. Rondeletia cristalensis ingår i släktet Rondeletia och familjen måreväxter. Inga underarter finns listade i Catalogue of Life.